# Kompas geologiczny

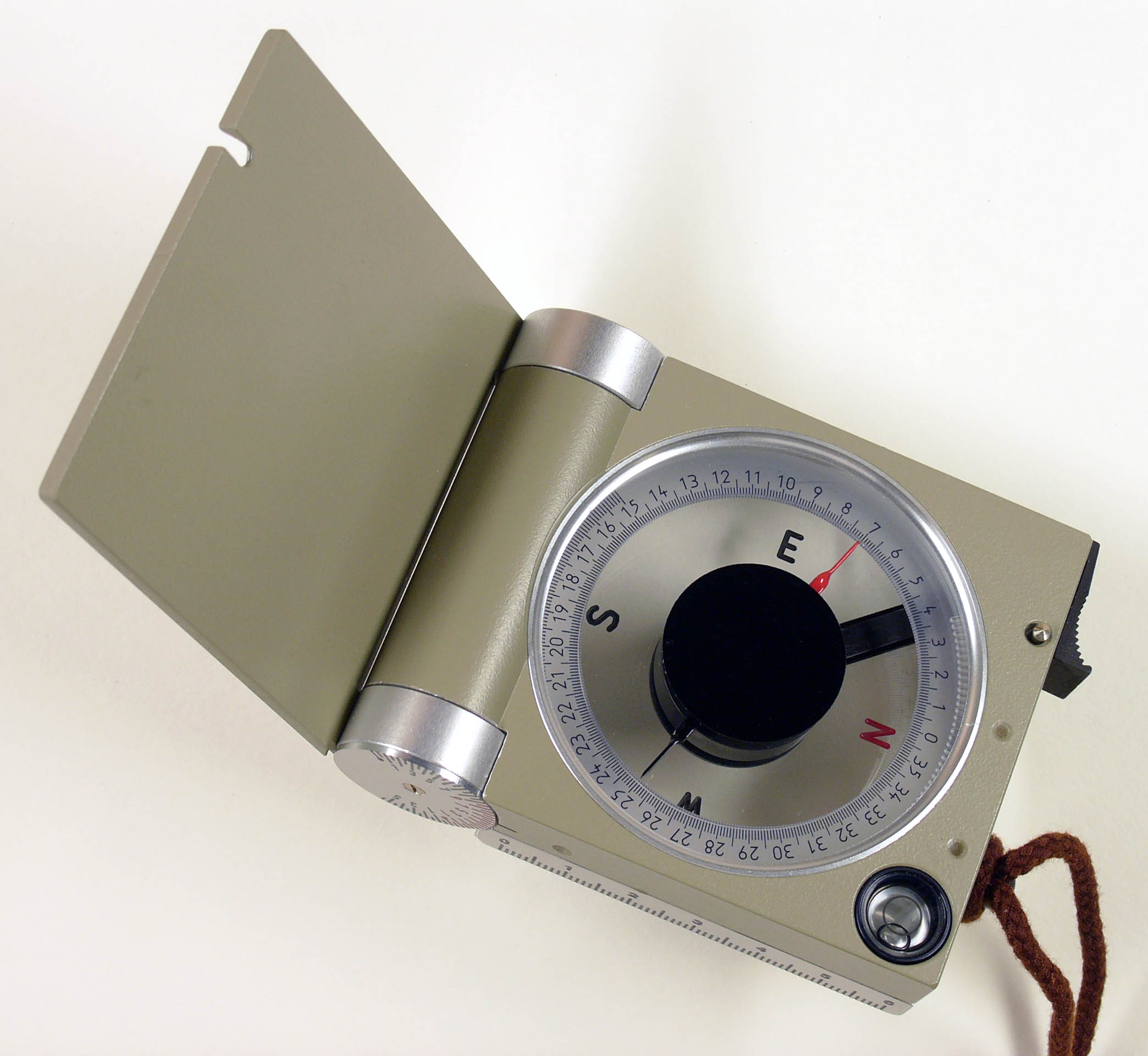
Kompas geologiczny

Kompas geologiczny – przyrząd stosowany do podstawowych pomiarów podczas geologicznych prac w terenie, zawierający oprócz kompasu magnetycznego z celownikiem i podziałką, także klinometr, klizymetr i zestaw poziomic. Przyrząd służy do mierzenia biegu i upadu warstw geologicznych.